# Tremolite
La tremolite (simbolo IMA: Tr) è un minerale piuttosto comune del supergruppo dell'anfibolo, all'interno del quale viene collocato nel "gruppo degli anfiboli con W(OH,F,Cl)-dominante" e da lì al sottogruppo degli anfiboli di calcio dove occupa un posto nel "gruppo contenente la radice tremolite nel nome"; essendo un anfibolo, appartiene agli inosilicati e pertanto alla famiglia minerale dei "silicati", e possiede composizione chimica ☐Ca2(Mg5,0-4,5Fe2+0,0-0,5)Si8O22(OH)2.
La tremolite forma una serie con l'actinolite e la ferro-actinolite nella quale il magnesio viene sostituito dal ferro (Fe2+), più precisamente è stata definita con la composizione che va da ☐Ca2Mg5Si8O22(OH)2 a ☐Ca2Mg4,5Fe2+0,5Si8O22(OH)2. Generalmente la suddivisione tra due specie di una serie viene stabilito con il limite del 50% dell'elemento che varia ma in questo caso è stato stabilito un intervallo molto più stretto per facilitare la distinzione della tremolite incolore dall'actinolite generalmente di colore verde, molto importante in ambito petrologico.
La tremolite è uno dei pochissimi anfiboli a non aver mai cambiato nome nelle varie ridefinizioni del supergruppo degli anfiboli.

## Etimologia e storia
Il nome tremolite è stato attribuito in relazione alla località di ritrovamento, la Val Tremola nel Massiccio del San Gottardo (Svizzera) anche se probabilmente il campione proveniva dalla vicina zona di Campolungo, nella Val Piumogna (in Canton Ticino, Svizzera) e l'errore è stato indotto dal fatto che i cercatori di cristalli della zona del San Gottardo cercavano di tenere nascoste le zone di approvvigionamento.
La tremolite è conosciuta fin dalla fine del XVIII secolo; il primo a menzionarla nel 1789 è stato Johann Georg Albrecht Höpfner (1759—1813) mentre la prima descrizione si deve a Ermenegildo Pini (1739-1825) nel 1796. In realtà la prima descrizione di questo minerali si deve a Johann Ehrenreich von Fichtel nel 1782 in base a un ritrovamento avvenuto nei pressi del villaggio di Sebeşu de Jos (facente parte del comune di Turnu Roșu) in Transilvania (Romania) coi nomi di säulenspath e sternspath.
Il campione tipo del minerale è esposto nel "Muséum d'histoire naturelle de la Ville de Genève" a Ginevra con il numero di catalogo HBS 1022 (HT) e nel "Museo geologico cantonale" di Losanna con il numero di catalogo MGL 60746 e MGL 60787.

## Classificazione
La classica nona edizione della sistematica dei minerali di Strunz, aggiornata dall'Associazione Mineralogica Internazionale (IMA) fino al 2009, elenca la tremolite nella classe "9. Silicati (germanati)" e da lì nella sottoclasse "9.D Inosilicati"; questa viene suddivisa più finemente in base alla struttura del minerale, in modo tale che la tremolite possa essere trovata nella sezione "9.DE Inosilicati con catene doppie di periodo 2, Si4O11; clinoanfiboli" dove forma il sistema nº 9.DE.10.
Tale classificazione viene in piccola parte rivista nell'edizione successiva, proseguita dal database "mindat.org" e chiamata Classificazione Strunz-mindat.
Nella Sistematica dei lapis (Lapis-Systematik) di Stefan Weiß la tremolite si trova nella classe dei "silicati" e nella sottoclasse degli "inosilicati"; qui si trova nella sezione riservata ai minerali con struttura "[Si4O11] a due bande 6-; gruppo degli anfiboli; Ca2-anfiboli" dove forma il sistema nº VIII/F.10.
Anche la classificazione dei minerali secondo Dana, usata principalmente nel mondo anglosassone, elenca la tremolite nella famiglia dei "silicati", qui è nella classe degli "inosilicati: catene doppie non ramificate, W=2" e nella sottoclasse degli "inosilicati: catene doppie non ramificate, configurazione anfibolo W=2" dove forma il "gruppo 2, Anfiboli di calcio" con il sistema nº 66.01.03a.

## Abito cristallino
La tremolite cristallizza nel sistema monoclino nel gruppo spaziale C2/m (gruppo nº 12) con i parametri reticolari a = 9,84 Å, b = 18,02 Å, c = 5,27 Å e β = 104,95°, oltre ad avere 2 unità di formula per cella unitaria.

## Origine e giacitura
La genesi della tremolite è metamorfica di contatto di sedimenti silicei di rocce contenenti calcio e magnesio o anche nello scisto verde derivato da rocce ultramafiche o di carbonato di magnesio. Si trova associata a calcite, dolomite, granato ricco di calcio, wollastonite, talco, diopside, forsterite, cummingtonite, riebeckite e winchite.
La tremolite è stata trovata in molti siti sparsi per il mondo: qui si ricorda solo la sua località tipo, Campolungo (46.45944°N 8.71917°E) nella Val Piumogna (Canton Ticino, Svizzera).

## Forma in cui si presenta in natura
La tremolite forma cristalli prismatici allungati o lanceolati lunghi fino a 20 cm, a volte anche in aggregati fibrosi, granulari o colonnari. Il minerale è da trasparente a traslucido con lucentezza vitrea; il colore può essere bianco, marrone, incolore, grigio, verde chiaro, verde, giallo chiaro o rosa-viola, mentre il colore del suo striscio è sempre bianco.

## Modificazioni e varietà
La parvo-manganotremolite, inizialmente approvata dalla Commissione per i Nuovi Minerali, la Nomenclatura e la Classificazione (CNMNC) con formula ☐(CaMn)Mg5Si8O22(OH)2 e collocata nel sistema 9.DE.10, è in seguito stata non più riconosciuta dall'IMA come specie minerale indipendente a causa della ridefinizione degli anfiboli del 2012, che li classifica in base all'elemento dominante in ciascuna posizione, a meno che non sia richiesto diversamente per bilanciare la formula.
La parvo-manganotremolite definita con (CaMn2+) in posizione B è di conseguenza un minerale non valido. La formula empirica pubblicata nel 2006 qualifica questo materiale come una tremolite ricca di manganese secondo la nomenclatura degli anfiboli del 2012.